# ماداق
مداق یک رسم ارمنی است که به یادبود قربانیان از طریق خدمات نیایشی برگزار می‌شود و بیشتر با یادآوری سالانه نسل‌کشی ارمنی‌ها مرتبط است. مداق به طور معمول با گردهمایی‌های اجتماعی که توسط کلیساها برگزار می‌شود، جشن گرفته می‌شود که شامل ارائه‌های عمومی غذا است. غذاهای ارائه شده اغلب شامل خورش بره با پلوی تهیه شده از بلغور و نان تخت ارمنی یا نان کاته است.

## منشأ تاریخی
برخی از محققان دینی ادعا می‌کنند که مداق (یا گاهی متال) ریشه در قربانی در آیین‌های کهن دارد. مشروعیت بخشیدن به قربانی مداق در کلیسای اولیه مسیحیت ارمنی به ویژه با گریگور روشنگر مرتبط است. مداق هنوز هم یکی از مهم‌ترین برکات دینی در کلیسای معاصر ارمنی محسوب می‌شود. رهبران معاصر کلیسا ادعا می‌کنند که این آیین امروزه در سالنامهٔ اعمال ارتدکس مسیحی با معنای تازه‌ای از نظر دینی همراه شده است. تفسیرهای معاصر مداق را با عمل مسیحی آگاپه یا همدلی و عشق اجتماعی پیوند می‌دهند. همچنین به عمل نیکوکاری دینی مرتبط است، چرا که غذا اغلب به رایگان به جامعه داده می‌شود و با تغذیه فقرا مرتبط است.
اعضای دیاسپورای ارمنی عموماً سرو مداق را با گرامیداشت سالانه "روز شهدا"، سالگرد قتل‌عام روشنفکران ارمنی در سراسر شبه‌جزیره آناتولی که در ۲۴ آوریل ۱۹۱۵ (نسل‌کشی ارمنی‌ها) اتفاق افتاد، مرتبط می‌دانند. هرچند برای بسیاری، زمان مناسبی برای شرکت در مداق است، جشن‌های مداق در طول ماه‌های تابستان برگزار می‌شود. ارتباط مداق با گرامیداشت نسل‌کشی ارمنی‌ها در ترکیه ممکن است نقطه‌ای مناقشه‌برانگیز باشد، چرا که این نسل‌کشی در ترکیه به‌طور رسمی به رسمیت شناخته نشده است. این متن از اصطلاح "نسل‌کشی" برای بازتولید دقیق فهم و تفسیر جوامعی که این آیین را برگزار می‌کنند و مطابق با اغلب روایات علمی استفاده می‌کند. علاوه بر این، با وجود ارتباط آن با نسل‌کشی، مداق ممکن است به عنوان بخشی از دیگر خدمات نیایشی (هوکهانکیسد)، از جمله برای قربانیان سایر قتل‌عام‌ها یا عزیزان از دست رفته برگزار شود.

## غذا و جشن‌ها
این رویدادها در نیویورک و همچنین در جمعیت زیاد ارمنی‌تبار متمرکز در جنوب شرقی ویسکانسین و شمال ایلینوی محبوب هستند. این رویدادها اغلب فرصتی برای نمایش آشپزی ارمنی سنتی هستند. در چنین جشن‌هایی، به ویژه در غرب میانه آمریکا، مداق معمولاً با خورش بره و پلو بلغور (پلو گندم) جشن گرفته می‌شود. مردان مسن‌تر از جامعه شب قبل از جشن، چاله‌های بزرگی در زمین می‌کنند که در آن‌ها دیگ‌های عمومی پلو و خورش بره تفت داده می‌شود. در روز جشن، که رایگان و برای عموم باز است، کشیش جشن و غذا را متبرک می‌کند و از خداوند می‌خواهد که از درگذشتگانی که به عنوان بخشی از خدمات نیایشی یادبود می‌شوند، یاد کند. بعد از تبرک، خانواده‌ها در صف می‌ایستند و داوطلبان خورش بره و پلو را به آنها می‌دهند.
گاه یکی از بازماندگان زنده‌مانده از نسل‌کشی ارمنی‌ها به مراسم آورده می‌شود تا در این رویداد شرکت کند. هنگامی که چنین مهمان محترمی حضور دارد، شرکت‌کنندگان جشن معمولاً جمع می‌شوند تا از شرح حال از دید کودکی که در سال ۱۹۱۵ زندگی کرده‌است بشنوند. از سال ۲۰۰۴، اعتقاد بر این بود که تنها چهار بازمانده زنده از نسل‌کشی در ایالات متحده حضور دارند.
جشنواره‌های سالانه مداق جدای از ارتباط تاریخی با یادبود نسل‌کشی ارمنی‌ها، رویدادهای مهم فرهنگی و اجتماعی‌هستند. ممکن است شاهد پسران جوانی باشید که فوتبال بازی می‌کنند یا توپ پرتاب می‌کنند، در حالی که مردان مسن‌تر در سایه تخته‌نرد بازی می‌کنند. پس از اتمام غذا خوردن، ممکن است یک گروه موسیقی ارمنی، موسیقی محلی ارمنی برای رقص‌های سنتی بنوازد. رقصندگان کنار یکدیگر می‌ایستند، انگشتان خود را به هم قلاب کرده و با الگو به موسیقی حرکت می‌کنند در حالی که خط به آرامی در اطراف سکوی جشن پیچ می‌خورد. در طی اغلب جشنواره‌ها، میهمانان حاضر که با تاریخچه آشنا نیستند، بعید است متوجه ارتباط با نسل‌کشی شوند.